# Jona Weinhofen
Jona Weinhofen (Adelaida, 1 de enero de 1983) es un músico australiano que actualmente es guitarrista líder de la banda metalcore I Killed the Prom Queen, anteriormente en la banda Bring Me The Horizon, y también formó parte de la banda Bleeding Through entre 2007 y 2009. En septiembre de 2021, Weinhofen se unió a la banda Destroy Rebuild Until God Shows. En lo personal, es vegano y lleva un estilo de vida straight edge.

## Biografía
Jona Weinhofen fundó la banda metalcore I Killed the Prom Queen en Adelaida, junto con el baterista JJ Peters. La banda publicó dos LP, un EP, un álbum split, un demo y un CD/DVD en vivo, antes de que el grupo se separase en 2007